# 영케이 (2001년)
영케이(2001년 1월 21일 ~)는 대한민국의 래퍼다. 2019년 EP 앨범 [TIME LAPSE]로 데뷔했다.

## 방송
- 쇼미더머니 777 (2018)
- 고등래퍼 3 (2019) - Top9(9위)